# 배범근
배범근(裵範根, 1993년 3월 4일~)은 대한민국의 축구 선수로, 현재 후잔트 소속의 미드필더이다 .

## 구단 경력
2023년 2월 27일, 타지키스탄의 축구단인 잔트가 배범근의 영입을 발표했다.